# Бестужев-Рюмін Михайло Петрович
Бестужев-Рюмін Михайло Петрович (7 (17) вересня 1688 року, Москва — 26 лютого (8 березня) 1760 року, Париж) — російський дипломат, граф.

## Біографія
Народився 7 вересня 1688 р. в родині Петра Михайловича Бестужева-Рюміна (1664—1743), який згодом був обер-гофмейстером герцогині Курляндскої Анни Іоанівни. У 1708 р. Михайло Бестужев разом з братом виїхав за кордон, де навчався в копенгагенської академії, будучи одночасно прикомандированим як «дворянин при посольстві» до російського посла в Данії, князю Долгорукому. Потім навчався в Берліні.
Службу почав при дворі Петра I. Під час Прутського походу Бестужев служив волонтером при армії, а після закінчення військових дій як «дворянин при посольстві» їздив з бароном Шафіровим у Константинополь, звідки був відправлений кур'єром до Петра. З 1712 р. перебував при батькові в Мітаві, і в тому ж році був призначений камер-юнкером до кронпринцеси Софії-Шарлотти, при дворі якої залишався завідувачем стайнею аж до смерті принцеси у 1715 р.
У 1720 р. призначений резидентом до Лондона. Вже 23 листопада 1720 р. був висланий з Лондона за те, що, намагаючись вказати англійському урядові на суперечності між укладеними Англією в 1720 р. союзом зі Швецією та англо-російської конвенцією 1715 р., подав записку англійським міністрам за відсутності короля.
Виїхав до Гааги, де він перебував до весни 1721. Після укладення Ніштадского миру (1721) був призначати міністром в Стокгольм, де активно діяв на користь визнання Швецією імператорського титулу Петра I, а також підписав у 1724 р. російсько-шведський оборонний союз терміном на дванадцять років.
У 1725 р. відкликаний зі Швеції і в наступному році направлений до Польщі як надзвичайний посол. У 1730 р. він вже в Берліні, а в 1732 р. його знову перевели до Швеції. Там йому вдалося в 1735 р. пролонгувати російсько-шведський союзний договір ще на дванадцять років.
У 1739 р. в Сілезії два російських офіцери скоїли вбивство шведського майора Сінклера, що повертався з Константинополя до Швеції з виданими йому візиром борговими зобов'язаннями Карла XII. Жителі Стокгольму, обурені цим злочином, розгромили будинок російського посланця, перебивши в ньому всі вікна.
У липні 1741 шведський міністр Нолькена виїхав з Петербургу під приводом влаштування власних справ. Бестужеву також було наказано залишити Стокгольм. Однак він не встиг виїхати з шведської столиці, тому що 24 липня Швеція оголосила Росії війну, і до російського посла була приставлений варта.
З прибуттям до Стокгольму Нолькена Бестужев знову отримав свободу. Знищивши свої дипломатичні папери, він виїхав спочатку у Гамбург, а потім у Ганновер. Тут він мав побачення з англійським королем, якого намагався переконати у необхідності включення до англо-російського договору 1741 р. нової статті про висилку в Балтійське море англійської ескадри в разі, якщо Франція надасть допомогу Швеції.
Зі вступом на престол імператриці Єлизавети Петрівни переговори були перервані, і він виїхав до Варшави, куди був призначений як повноважний міністр, проте вже в грудні був відкликаний до Петербурга. 25 квітня 1742 р. нагороджений орденом Св. Андрія Первозванного.
У 1743 р. Бестужев-Рюмін одружився з графинею Анною Гаврилівною Головкіною (у першому шлюбі — Ягужинська), дочкою великого канцлера Гаврила Головкіна. Однак у липні цього ж року вона була заарештована у справі Лопухіних і 29 серпня засуджена до покарання батогом, урізування язика та заслання. Сам Бестужев у ході слідства утримувався під вартою. Анна Гаврилівна Ягужинська померла на засланні у 1751 р. Частково ці події зображено у трилогії фільмів про гардемаринів («Гардемарини, вперед!»).
У 1744 р. Бестужев-Рюмін був призначений послом до Берліна, звідки був знову переміщений спочатку до Польщі повноважним міністром (вересень 1744), а потім — надзвичайним послом до віденського двору (1748).
У 1752 р. був відкликаний до Петербурга, але дорогою захворів і з'явився в Петербург тільки через три роки, які провів у Дрездені. У 1756 р. він був призначений надзвичайним послом до Франції, де і помер 26 лютого 1760. За бажанням покійного його тіло перевезли до Росії.
Бестужев був двічі одружений: 1) з Анною Гаврилівною Ягужинською (з 1743), 2) з вдовою обер-Шенка Гаугвіца, уродженою Карловіце.
Його молодшим братом був канцлер Олексій Петрович Бестужев-Рюмін.